# Klettbach
Klettbach är en kommun och ort i Landkreis Weimarer Land i förbundslandet Thüringen i Tyskland.
Kommunen ingår i förvaltningsgemenskapen Kranichfeld tillsammans med kommunerna Hohenfelden, Kranichfeld, Nauendorf, Rittersdorf och Tonndorf.